# 旺苍站
旺苍站，位于中华人民共和国四川省广元市旺苍县东河镇，是广巴铁路上的火车站，建于1972年，由成都铁路局管辖。

## 車站周邊
- 旺苍县人民法院
- 旺苍县疾控中心
- 旺苍县质监局
- 旺苍县城市管理局
- 广元旺苍供电局
- 中国邮政旺苍县邮政局
- 旺苍县档案局
- 旺苍县中医院
- 旺苍县环保局
- 旺苍县人力资源和社会保障局
- 旺苍县财政局
- 旺苍县工商局
- 旺苍县农业机械技术学校
- 旺苍县文化中心

## 歷史
- 建于1972年。

## 外部連結
- 中国铁路客户服务中心 （页面存档备份，存于）